# 837 (číslo)
Osm set třicet sedm je přirozené číslo. Následuje po číslu osm set třicet šest a předchází číslu osm set třicet osm. Řadová číslovka je osmistý třicátý sedmý nebo osmistý sedmatřicátý. Římskými číslicemi se zapisuje DCCCXXXVII.

## Matematika
Osm set třicet sedm je:
- Nešťastné číslo

## Astronomie
- (837) Schwarzschilda je planetka hlavního pásu, kterou objevil v roce 1916 Max Wolf
- NGC 837 je galaxie v souhvězdí Velryby

## Roky
- 837
- 837 př. n. l.